# Kraatarinkari
Kraatarinkari är en ö i Finland. Den ligger i vattendraget Merikarvianjoki och i kommunen Sastmola i den ekonomiska regionen  Björneborgs ekonomiska region  och landskapet Satakunta, i den sydvästra delen av landet, 260 km nordväst om huvudstaden Helsingfors. Öns area är 2,3 hektar och dess största längd är 300 meter i öst-västlig riktning.